# Patadewal
Patadewal (nepalski: पाटादेवल) – gaun wikas samiti w zachodniej części Nepalu w strefie Seti w dystrykcie Bajhang. Według nepalskiego spisu powszechnego z 2011 roku liczył on 514 gospodarstw domowych i 2466 mieszkańców (1366 kobiet i 1100 mężczyzn).